# Райхан, Захир
Захир Райхан (бенг. জহির রায়হান; 19 августа 1935 — 30 января 1972) — бенгальский писатель, романист и кинорежиссер. Известен благодаря своему документальному фильму «Остановите геноцид» (англ. Stop Genocide), снятому во время войны за независимость Бангладеш.

## Ранние годы
Захир Райхан родился 19 августа 1935 года в деревне Маджупур (в настоящее время находится в округе Фени, Бангладеш). При рождении получил имя Мохаммад Захируллах. После второго раздела Бенгалии (1947) вернулся в родную деревню из Калькутты вместе со своими родителями. Успешно окончив университет Дакки, получил степень бакалавра искусств с отличием.
Обе его жены были киноактрисами - Сумита Деви (1961) и Шучанда (1968).

## Карьера
Получил степень магистра в области бенгальской литературы. Параллельно со своей литературной деятельностью Райхан начал работать журналистом в Juger Alo в 1950 году. Позже он также сотрудничал с газетами Khapchhara, Jantrik, Cinema и был редактором Probaho (1956). В 1955 году опубликован его первый цикл коротких рассказов под заглавием Suryagrahan. В 1957 году он работал в качестве ассистента на съемках фильма Jago Huya Sabera, что явилось отправной точкой его карьеры в кино. Затем Райхан принял участие в съемках фильма Салахуддина Je Nodi Morupothay. Кинорежиссер Эхтешам предложил ему сотрудничество, в результате которого к фильму A Desh Tomar Amar была написана песня для титров. В 1960 Райхан выступил в качестве режиссёра фильма Kokhono Asheni, а в 1964 создал первое цветное пакистанское кино Sangam. Следующий год в его карьере ознаменовался завершением работы над широкоэкранным фильмом Bahana.
Как активист борьбы за статус бенгальского языка, Райхал участвовал в исторической демонстрации 21 февраля 1952 года. Драматические события, оказавшие на Райхана ошеломляющее воздействие, нашли своё отражение в его фильме Jibon Theke Neya. Помимо этого, он принял участие в Gano Obhyuthyan (1969). В 1971 Райхан присоединился к войне за независимость Бангладеш и создал документальные фильмы об этом событии. Во время войны за независимость он посетил Калькутту, где был показан его фильм Jibon Theke Neya. Фильмы Захира Райхана были высоко оценены такими выдающимися деятелями кино, как Сатьяджит Рай, Ритвик Гхатак, Мринал Сен и Тапан Синха.
30 января 1972 года Захир Райхан пропал без вести.

## Книги
- Surya Grahan («Затмение»), 1954
- Shesh Bikeler Meye («Полуденная девушка»)
- Hajar Bochhor Dhore («Через тысячу лет»)
- Arek Falgun («Другой день фалгуна»), основанная на событиях движения за государственный статус бенгальского языка в 1952 году
- Borof Gola Nodi («Река ледяной воды»)
- Ar Kata Din («Как долго»)
- Koyekti Mrittu («Несколько смертей»)
- Trishna («Жажда»)

## Фильмография
- Kokhono Asheni, 1961 (первая режиссёрская работа)
- Sonar Kajol, 1962 (совместная режиссёрская работа с Колимом Шарафи)
- Kancher Deyal, 1963
- Sangam, 1964 (первый цветной фильм, созданный в Пакистане)
- Bahana, 1965
- Behula, 1966
- Anowara, 1966
- Dui Bhai, 1968
- Jibon Theke Neya, 1969
- Let There Be Light
- Stop Genocide[англ.], документальный фильм о наступлении пакистанской армии в войне за независимость Бангладеш в 1971 году
- A State is Born[англ.]
- Liberation Fighters (не закончен)
- Innocent Milions (не закончен)

## Награды
- Литературная премия Адамджи (англ. Adamjee Literature Award)
- Премия Бенгальской академии[англ.], 1972